# Krycklan
Krycklan är ett vattendrag i Vindelns kommun, Västerbotten, och mynnar i Vindelälven i om Överrödå, mitt emellan Vindeln och Vännäs. 
Total längd ca 20 km, avrinningsområde 67,8 km².
Ån rinner upp i Näverlidtjärnen ca 238 m ö.h.. Viktigaste källflödena är Kryckeltjärnbäcken och Bergtjärnbäcken. Bland större biflöden kan nämnas Åhedbäcken (från höger) och Goddagabäcken (från vänster).  
Krycklan är ett av de mest intensivt studerade vattendragen i Sverige där grundforskning och tillämpad miljöforskning om hydrologi, vattenkvalitet och akvatisk ekologi pågår. 
Kring en delsträcka har ett naturreservat inrättats, även det kallat Krycklan.